# Ambrosian Opera Chorus
L'Ambrosian Opera Chorus est un ensemble vocal anglais, fondé en 1951 après la Seconde Guerre mondiale, et spécialisé dans les chœurs d'opéra.
Il est également dénommé Ambrosian Chorus ou Ambrosian Choir. L'ensemble a enregistré de nombreuses intégrales d'opéras, sous la direction notamment de Zubin Mehta, Carlo Maria Giulini, Claudio Abbado, Lamberto Gardelli, Nello Santi, Julius Rudel, Georges Prêtre, James Levine. De 1961 à 1966, quand John McCarthy était le chef de chœur de la London Symphony Orchestra, les Ambrosian Singers étaient connus comme le London Symphony Orchestra Chorus.
Sous diverses dénominations (Ambrosian Singers, Ambrosian Opera Chorus, Ambrosian Chorus, Ambrosian Choir, London Symphony Orchestra Chorus ou The John McCarthy Singers), l'ensemble figure sur de nombreux albums avec des solistes comme Montserrat Caballé, Joan Sutherland, Kiri Te Kanawa, Luciano Pavarotti, Plácido Domingo, José Carreras.